# Arcoppia interrupta
Arcoppia interrupta är en kvalsterart som beskrevs av Ohkubo 1996. Arcoppia interrupta ingår i släktet Arcoppia och familjen Oppiidae. Inga underarter finns listade i Catalogue of Life.